# Centris leprieuri
Centris leprieuri là một loài Hymenoptera trong họ Apidae. Loài này được Spinola mô tả khoa học năm 1841.